# Beuys (film)
Pour les articles homonymes, voir Beuys.
Pour plus de détails, voir Fiche technique et Distribution.
Beuys est un film documentaire allemand écrit et réalisé par Andres Veiel, sorti en 2017 et dont le sujet est l'artiste allemand Joseph Beuys, l'homme au chapeau-feutre.
Le film est sorti en compétition le 14 février 2017 à la Berlinale.

## Synopsis
Joseph Beuys est un visionnaire qui a été — et est toujours — en avance sur son temps. Il a été le premier artiste allemand à présenter une exposition solo au musée Guggenheim de New-York alors que son travail était souvent tourné en dérision dans son pays, le traitant de « poubelle la plus chère de tous les temps », ce à quoi il rétorqua « Oui. Je veux élargir les perceptions des gens ».
Andres Veiel permet à l'artiste de parler pour lui-même grâce à des bandes audio et des séquences vidéo inédites. Il explique notamment l'art à un lièvre mort et demande « Voulez-vous instiguer une révolution sans rire ? ». Le cinéaste montre aussi l'homme, l'enseignant et le candidat du Parti Vert. 
Peu de temps avant sa mort survenue en 1986, quelque trente ans avant la sortie du film, Joseph Beuys consent à être photographié sans son chapeau.
Le film de Veiel rend visibles les contradictions et les tensions dans l'œuvre de Beuys. Le concept élargi de Beuys de l'art se nourrit directement dans les débats sociaux, politiques et morals d'aujourd'hui.

## Fiche technique
- Titre original : Beuys
- Titre français : Beuys
- Réalisation : Andres Veiel
- Scénario : Andres Veiel
- Photographie : Jörg Jeshel

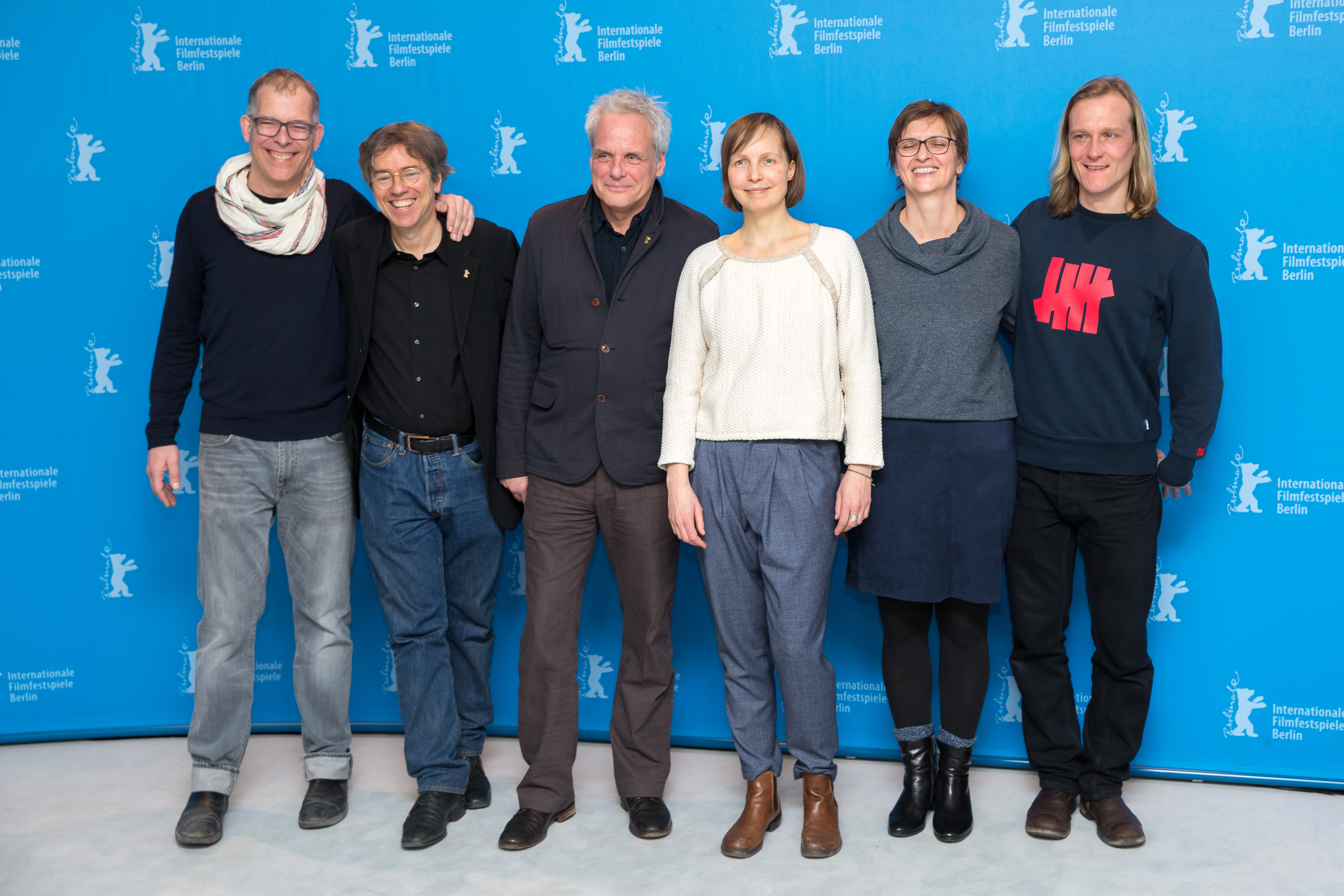
L'équipe du film, le 14 février 2017 à la Berlinale.
De g. à dr. :
Stephan Krumbiegel (monteur), Andres Veiel (réalisateur et scénariste), Thomas Kufus et Melanie Berke (producteurs), Monika Preischl (chercheuse) et Olaf Voigtländer (monteur).

- Montage : Stephan Krumbiegel, Olaf Voigtländer
- Musique : Ulrich Reuter, Damian Scholl
- Pays de production :  Allemagne
- Langue originale : allemand
- Format : couleur
- Genre : documentaire
- Durée : 107 minutes
- Dates de sortie :
  - Allemagne : 14 février 2017 (Berlinale)
  - Allemagne : 18 mai 2017 (sortie nationale)

## Distribution
- Joseph Beuys : lui-même (images d'archives)
- Caroline Tisdall : elle-même
- Rhea Thönges-Stringaris (d) : elle-même
- Franz von der Grinten (d) : lui-même
- Johannes Stüttgen : lui-même
- Klaus Staeck : lui-même
- Johannes Rau : lui-même (images d'archives, non crédité)
- Andy Warhol : lui-même (images d'archives, non crédité)

## Distinctions
- 68e cérémonie du Deutscher Filmpreis : Meilleur film documentaire et meilleur montage[1].